# Alfenid
Alfenid je zlitina iz 60 % bakra, 30 % cinka in 10 % niklja, iz katere so med drugim nekoč izdelovali kuhinjsko posodo in jedilni pribor. Ime je dobila po francoskemu srebrarju Charlesu Halphenu (priimek zapisujejo tudi kot Alphen ali Halfen), ki jo je izumil leta 1850. Alfenid je bila tudi blagovna znamka (zapisano kot Alfénide), pod katero je tržil predmete iz te zlitine.
Zlitina je primerna za galvanizacijo s srebrom, vendar le, če imajo predmeti iz nje ravne površine. Na ornamentiranih predmetih se naredijo neenakomerne plasti srebra, ki so manj odporne proti kislinam, zraku in ognju kot na predmetih iz medenine.